# Paul Gout
Paul Gout (1852-1923) est un architecte en chef des monuments historiques français.

## Biographie
Formé à l'École des Beaux-arts, il fut l'élève de Constant-Dufeux, de Laisné et de Viollet-le-Duc, et fera partie, comme ce dernier, de l'« école rationaliste ».
Il entre dans le service des monuments historiques en 1879 et est chargé du Sud-Ouest : il entreprend dans le Lot la restauration du pont Valentré et du palais du pape Jean XXII à Cahors, et de l'église de Souillac ; dans l'Aveyron, il restaure l'ancienne chartreuse de Villefranche-de-Rouergue et l'abbaye de Loc-Dieu ; dans le Tarn, l'hôtel de ville de Cordes ; en Tarn-et-Garonne le château de Caylus ; et en Lot-et-Garonne le château de Bonaguil. Il devint ensuite architecte en chef des départements de la Bretagne, où il exécuta de nombreux travaux, comme la chapelle Notre-Dame du Kreisker à Saint-Pol-de-Léon et l'église de Quimper ainsi que la seconde restauration de l'église Saint-Tudy de Loctudy, dans les années 1880. 
Il fut nommé, en 1898, à la mort de Petitgrand, architecte en chef du mont Saint-Michel et le resta jusqu'à sa mort. En 1913, il devint architecte en chef de la cathédrale Notre-Dame de Paris, en remplacement de Selmersheim, décédé. Il fut chargé de la cathédrale Notre-Dame de Reims de 1904 à 1915. Il a aussi réalisé le lycée Racine à Paris (1885-1886).
Il est l'auteur de plusieurs ouvrages, parmi lesquels on peut citer :
- L'œuvre de Viollet-le-Duc,
- Histoire et l'architecture française au Mont Saint-Michel, 1899,
- Guide du visiteur au Mont Saint Michel, 1909,
- Le Mont Saint-Michel, histoire de l'abbaye et de la ville. Étude archéologique et architecturale des monuments, 1910, prix Charles Blanc de l’Académie française en 1912.

Il fut aussi l'architecte diocésain de Vannes, Soissons, Troyes et Reims.